# 查菲 (加利福尼亞州)
查菲（英語：Chaffee）是位於美國加利福尼亞州克恩縣的一個非建制地區。該地的面積和人口皆未知。

## 地理
查菲的座標為35°04′00″N 118°10′16″W / 35.06667°N 118.17111°W，而該地的平均海拔高度為869米（即2851英尺）。